# Kék-barlang (Capri)
A Kék-barlang (olaszul Grotta Azzurra) Capri szigetének egyik legfőbb látványossága. Egy tengeri barlang, ami a fénytörés miatt kék színben pompázik.

## Története
A sziget lakói szerint egy halász fedezte fel 1822-ben, aki 1826-ban egy társaságot kalauzolt a barlangban. Ez a társaság – részben idevaló szállodás, részben német költők és festők – nagy hírt vert ennek a látványosságnak. Ettől az időtől kezdve nemcsak a turisták elbeszélései, hanem költők és írók romantikus leírásai által is világhíres lett a barlang. A barlang azonban már az ókorban is ismert volt, a rómaiak idejében vallási szertartásokat is tartottak benne. Tiberius uralkodása idején Capri volt a Római Birodalom központja, hiszen a császár, aki kedvelte a sziget éghajlatát tizenkét villát építtetett a szigeten (ezek közül a leglátványosabb a Villa Jovis) és ezek között ingázott. A Kék-barlang úszómedenceként szolgált a császár számára. A barlang falait szobrokkal díszítették, köztük Neptun és Tritón alakjával, amelyeket 1964-ben találtak meg a tenger fenekén. A szobrok alátámasztották az idősebb Plinius állításait, aki szerint a tengeri barlangot kagylótrombitán játszó Tritón-szobrok népesítették be.

## A színe
A Kék-barlang egy kb. 50 méter magas barlang, amelynek nyílása lesüllyedt a tenger szintje alá, s így csak egy igen kicsiny nyíláson lehet megközelíteni. A napfény a külső tengerszintre verődik, s a fénytörés törvénye szerint látható a barlangon belül is: a kék szín nemcsak a vízbe ejtett tárgyakon, hanem a barlang falán és mennyezetén is visszatükröződik. A látogatónak azonban legalább 10–20 percre van szüksége, hogy ezeket a jelenségeket észrevegye, az emberi szemnek kb. ennyi időre van szüksége, hogy hozzászokjon a belső sötétséghez. A mélykék színt Capri-kéknek nevezik.

## Megközelítése

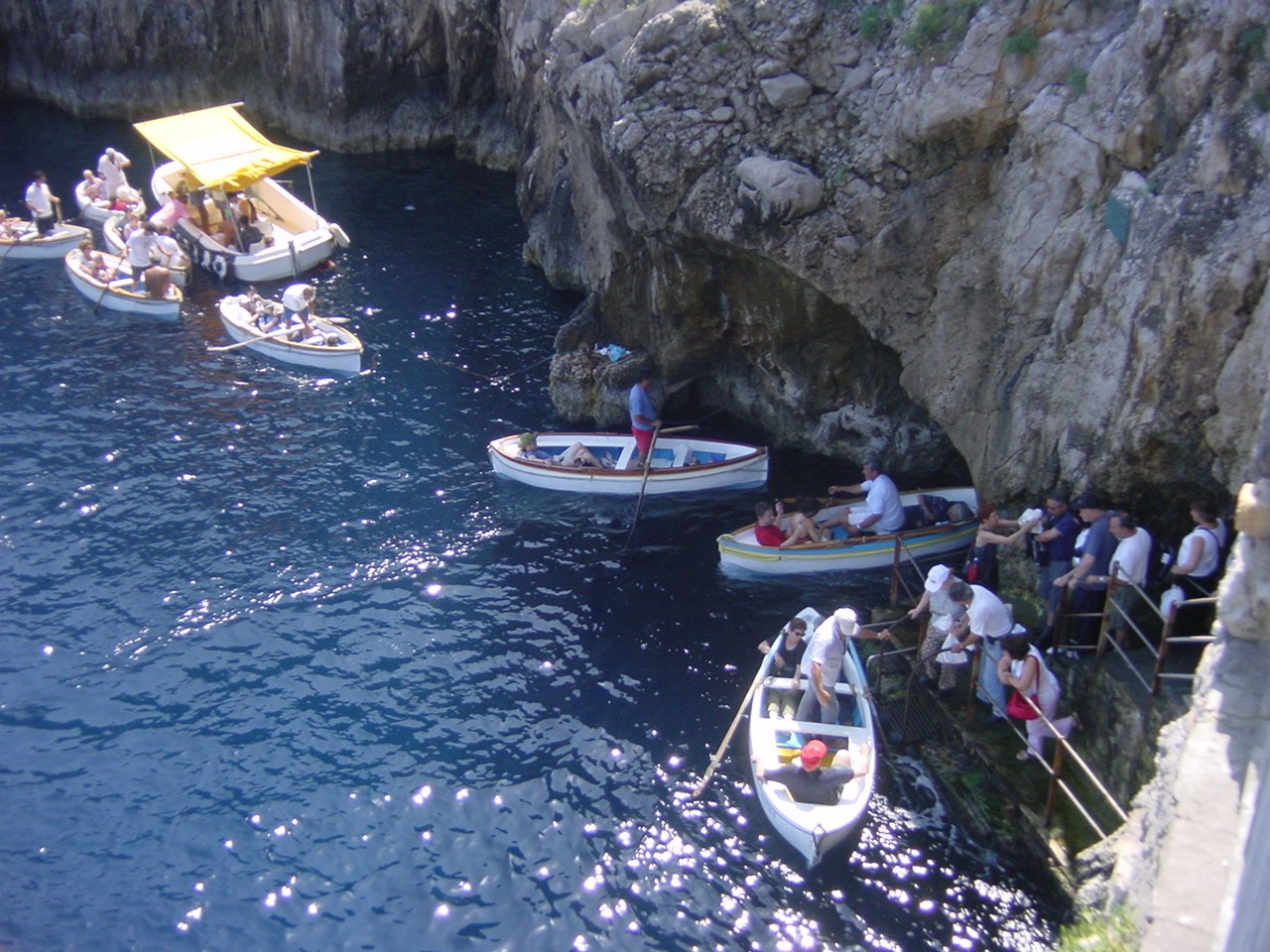
Bejutásra várakozó csónakok a Kék-barlang bejáratánál

A Marina Grandéból, a kishajók kikötőhelyéről induló motoros bárkák a barlang elé szállítják a turistákat. Itt csónakokba kell szállni, mert csak így lehet alacsony és keskeny bejáratán bejutni a barlangba. Befutáskor mindenkinek le kell feküdnie a csónakba, s csak bent lehet kiegyenesedni és körülnézni. Az 54 m hosszú és 15 m széles barlangnak a végén egy háromágú torkolat található, amely egy hosszú barlangfolyosóba vezet. E mentén ókori építkezések nyomai láthatók.

## További irodalom
- Jakucs László: Szerelmetes barlangjaim. Bp. Akadémiai Kiadó, 1993. 81–84. old.